# Park City
Park City è una città degli Stati Uniti d'America, nella contea di Summit e di Wasatch, nella regione Wasatch Back, nello Stato dello Utah.
Ogni anno, nel mese di gennaio, ospita, insieme alla vicina Ogden, l'importante Sundance Film Festival. Ospita lo Utah Olympic Park, fondato in occasione dei XIX Giochi olimpici invernali di Salt Lake City 2002, che include un museo dedicato ad Alf Engen, pioniere delle sci negli Stati Uniti e "Utah's Athlete of the 20th Century" secondo The Salt Lake Tribune.